# Wissadula amplissima
Wissadula amplissima là một loài thực vật có hoa trong họ Cẩm quỳ. Loài này được (L.) R.E.Fr. miêu tả khoa học đầu tiên năm 1908.